# Blazer (cheval)
Pour l’article homonyme, voir Blazer (homonymie).
Le Blazer est une race de chevaux développée dans les années 1950, dans le Nord-ouest des États-Unis, à partir d'un unique étalon fondateur, un alezan nommé Little Blaze. Cette race fut élevée pour répondre au besoin d'une monture apte au travail journalier dans les ranchs, et qui puisse rester docile quelle que soit la personne qui le monte. Les blazers sont réputés pour leur gentillesse, leur intelligence, et leur polyvalence. La race reste méconnue et peu diffusée. 

## Histoire
La race est développée en 1959 à Bedford, dans l'Idaho, par Neil Hinck, un descendant de pionniers Mormons et de dresseurs de chevaux danois. Hinck est issu d'une famille de ranchers, et avait beaucoup d'expérience du travail avec les différentes races de chevaux présentes à l'époque. Le Blazer descend d'un unique étalon fondateur, Little Blaze, un alezan né en 1959. Il est influencé par le Quarter Horse, le Morgan, et de façon moins importante, par le Shetland et le Pur-sang.
La Blazer Horse Association est créée en 1967 à Star, dans l'Idaho. En 2006, elle est re-nommée American Blazer Horse Association et devient une association à but non lucratif, destinée à la préservation de la race et au maintien de la mémoire de son histoire. Le siège de l'association est déplacé à Nampa, dans l'Idaho, la même année. Le guide Delachaux indique que l'association de race aurait été créée en 2006, ce qui est faux.

## Description
Les Blazer ne dépassent pas 1,52 m à maturité, et certains sujets enregistrés mesurent seulement 1,32 m. CAB International (2016) indique une taille de 1,32 m à 1,52 m, et le guide Delachaux cite une fourchette de 1,35 m à 1,50 m. La conservation d'une taille réduite est souhaitée par l'association de race.
Le modèle est léger. La tête est fine, les épaules sont fortement inclinées, le garrot est sorti et le dos est court,. La croupe est ronde, les hanches sont longues et l'ossature solide,.
La robe peut être noire, baie, alezane, ou présenter des colorations plus rares comme le Dun et le palomino. En revanche, le pie et le tacheté sont impossibles, la présence de marques blanches étant limitée à la tête et aux membres.
Le caractère est réputé bon, l'association de race ayant mis en place une sélection sur le caractère.  
Les chevaux Blazer enregistrés dans le stud-book doivent passer une inspection vétérinaire, et avoir au moins un parent qui soit un descendant direct de l'étalon Little Blaze, documents écrits à l'appui.  

## Utilisations
Ces chevaux sont reconnus pour leur polyvalence. Les Blazer étaient historiquement en demande pour le travail de ranch. Ils sont désormais montés en équitation western et en randonnée équestre, et employés pour l'équithérapie. 

## Diffusion de l'élevage
La race est méconnue. Le Blazer ne figure ni dans l'étude menée par l'université d'Uppsala, publiée en août 2010 pour la FAO, ni parmi les races de chevaux originaires des États-Unis dans la base de données DAD-IS.